# Écornage

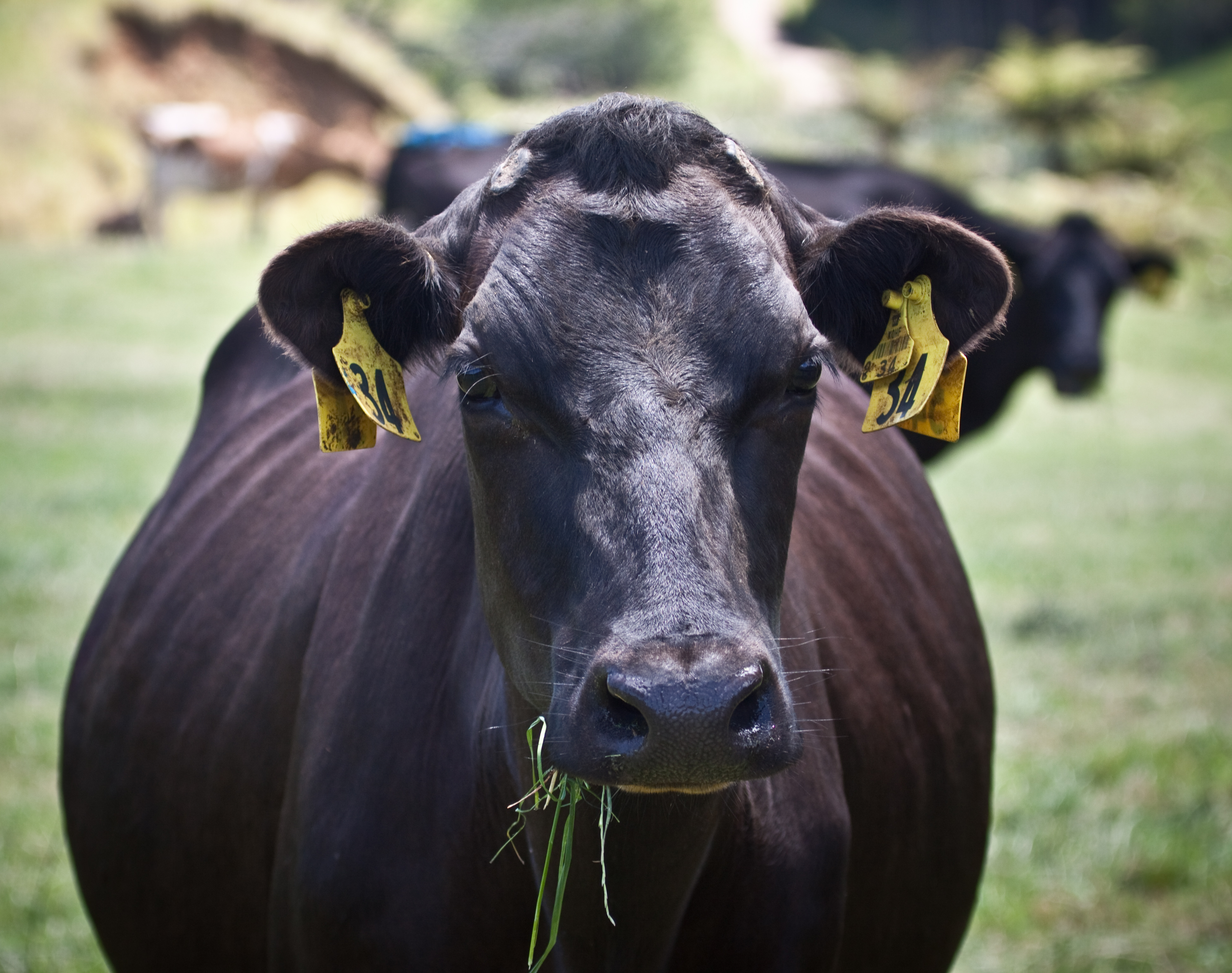
Vache écornée, Nouvelle-Zélande

L'écornage consiste à couper complètement ou partiellement les cornes d'un animal. Cette pratique est notamment réalisée sur les vaches.
L'écornage est l'amputation de la corne, déjà formée, d'une vache adulte. 

L'ébourgeonnage consiste à cautériser les bourgeons de corne chez la génisse.

## L'ébourgeonnage
Il se pratique sur des veaux âgés de dix jours à 6 semaines : au-delà, il est particulièrement traumatique, et déconseillé. L'ébourgeonnage chimique consiste en l'application d'une pâte à base de soude, qui suscite la création d'une escarre qui tombe en deux à trois semaines. L'ébourgeonnage thermique consiste à appliquer un embout thermique, d'une température supérieure à 650 degrés, pendant sept secondes, sur le bourgeon, afin de détruire sa matrice.

## L'écornage
Chez l'animal âgé de deux ans et plus, il se fait à l'aide d'une écorneuse hydraulique, après anesthésie locale.
L'écornage viserait, selon l'entreprise Isagri, à « diminuer les risques de blessure pour les animaux, améliorer la sécurité des éleveurs et autres intervenants, faciliter le passage aux cornadis et l'accès aux systèmes collectifs de distribution d'aliment ».
L'écornage sous électro-immobilisation est également possible (et n'induit pas plus d'hémorragie), mais des tests faits en Australie sous contrôle vétérinaire avec mesure du cortisol (hormonoe de stress) sérique et en effectuant des comparaisons avec d'autres méthodes de manipulation montrent que la méthode est traumatique et n'apporte pas de bénéfice (les auteurs de l'étude ont « conclu que l'électro-immobilisateur pouvait être douloureux à l'application et qu'il ne fallait pas compter sur lui pour produire une analgésie ».

## Statistiques
La conduite en stabulation libre semble être l'élément déterminant qui justifierait le plus souvent la pratique de l'écornage : 98 % des vaches laitières en stabulation libre ont été écornées, contre 61 % des vaches allaitantes, tous types d'élevages confondus.
En Europe, en 2015, écornage et ébourgeonnage sont pratiqués dans « 81 % des élevages de vaches laitières, 47 % des élevages de races à viande et 68 % des élevages de races allaitantes », selon la revue Livestock Science.
En France, il est moins pratiqué dans le Massif central, et moins chez les races de montagne que chez les autres, et quasiment systématique pour les Prim'Holstein.

## Pratique contestée
L'écornage est une pratique d'élevage contestée,. Il est jugé douloureux pour les animaux, et susceptible d'induire un stress important, particulièrement chez les animaux âgés de plus d'un mois. Cependant, selon l'institut de l'Élevage français, lors de l'ébourgeonnage, « l'administration à l'animal d'un sédatif, d'un anesthésique ou d'un analgésique apparaît peu fréquente, de l'ordre de 8 % des éleveurs interrogés ».  
Selon Jocelyne Porcher, 75 % des éleveurs français sont, en 2002, d'accord avec l'assertion : « l'écornage ou la castration, c'est un travail qu'est vraiment pas marrant ». En Suisse, Armin Capaul, agriculteur de montagne suisse, lance en 2014 une initiative populaire fédérale contre l'écornage, qui est rejetée en 2018 par 54,7 % des voix, mais largement médiatisée.